# Università Tufts

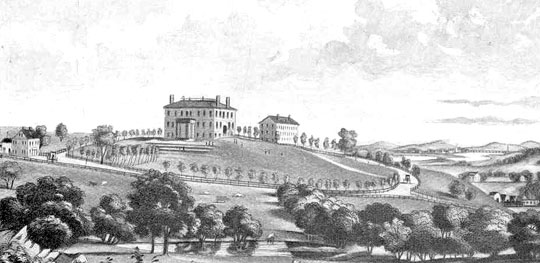
Il Tufts College nel 1853.

L'Università Tufts (Tufts University in inglese) è un'università privata fondata nel 1852 durante la presidenza di Millard Fillmore e situata a Medford/Somerville vicino a Boston, nel Massachusetts.
Nel 1987 l'Università ha avviato il progetto Perseus, che dal 1995 ospita una biblioteca digitale accessibile via internet.